# Slag bij Cumberland Church
De Slag bij Cumberland Church vond plaats op 7 april 1865 in Virginia tijdens de Amerikaanse Burgeroorlog.
Rond 14.00 u ontmoette het Noordelijke II Korps Zuidelijke troepen die verschanst zaten op de heuvels rond Cumberland Church. De Noordelijken vielen tot tweemaal toe de vijandelijke stellingen aan, maar werden telkens terug geslagen. Toen de duisternis inviel moesten de Noordelijken hun aanval staken. De Noordelijke brigadegeneraal Thomas A. Smyth werd tijdens de slag dodelijk getroffen. Brigadegeneraal John Irvin Gregg werd krijgsgevangen gemaakt.